# Ани Ерно
Ани Ерно (на френски: Annie Ernaux) е френска писателка, носителка на Нобелова награда за литература за 2022 г.

## Биография
Родена е на 1 септември 1940 г. в Лилбон, Нормандия с моминско име Ани Дюшен (на френски: Annie Duchesne). Прекарва детството и младостта си в Ивто в Нормандия. Произходът ѝ е скромен, родителите ѝ са работници, а след това дребни търговци, собственици на кафене-бакалия. Ани Ерно следва в университета в Руан, а след това в университета в Бордо. Тя става сертифициран учител, а след това завършва висше образование по съвременна литература през 1971 г. Работи известно време върху проект за дипломна работа върху Пиер Мариво, който остава недовършен.
В началото на 70-те години Ерно преподава в лицея Бонвил, в колежа Евир в Анеси ле Вьо, след това в Понтоаз, преди да започне работа в Националния център за дистанционно обучение (на френски: Centre national d'enseignement à distance).
Омъжена е за Филип Ерно, с когото има двама сина, Ерик и Давид. Филип я напуска в началото на 80-те години след 17 години съвместен живот.
През 2022 г. получава Нобелова награда за литература за „смелостта и клиничната прецизност, с които разкрива корените и колективните ограничения на личната памет“.

## Награди и отличия
- 1977: Prix d'Honneur за романа Ce qu'ils disent ou rien
- 1984: Награда „Ренодо“ за La Place
- 2008: Награда „Маргьорит Дюрас“ за Les Années
- 2008: Награда „Франсоа Мориак“ за Les Années
- 2008: Prix de la langue française за цялостно творчество[12]
- 2014: Doctor honoris causa на Университета на Сержи-Понтоаз
- 2016: Награда „Стрега“ за европейска литература за Les Années
- 2017: Награда „Маргьорит Юрсенар“ за цялостно творчество[13]
- 2018: Награда „Хемингуей“ за цялостно творчество
- 2019: Premio Formentor[14]
- 2019: Награда „Грегор фон Рецори“ за Una Donna

## За нея
- Denis Fernandez-Recatala, Annie Ernaux, éditions du Rocher, 1994
- Claire-Lise Tondeur, Annie Ernaux ou l'exil intérieur, Rodopi, 1996
- Siobhán McIlvanney, Annie Ernaux: The Return to Origins, Liverpool University Press, 2001
- Heike Ina Kuhl, «Du mauvais goût»: Annie Emaux's Bildungsaufstieg als literatur-und gesellschaftskritische Selbstzerstörung, Max Niemeyer, 2001, 301 p.
- Fabrice Thumerel (ред.), Annie Ernaux: une œuvre de l’entre-deux, Paris, Artois Presses Université, 2004
- Lyn Thomas, Annie Ernaux à la première personne, Stock, 2005
- Amaury Nauroy (ред.), Annie Ernaux/ Albert Memmi, revue Tra-jectoires, 2006
- Loraine Day, Writing shame and desire: the work of Annie Ernaux, Peter Lang, 2007
- Francine Dugast-Porte, Annie Ernaux: étude de l'œuvre, Bordas, 2008
- Adrien Scharff, Le Temps et le moi dans l'œuvre d'Annie Ernaux, Le Manuscrit, 2008
- Élise Hugueny-Léger, Annie Ernaux, une poétique de la transgression, Peter Lang, 2009
- Michèle Bacholle-Boskovic, Annie Ernaux. De la perte au corps glorieux, Presses universitaires de Rennes, 2011
- Danielle Bajomée et Juliette Dor (ред.), Annie Ernaux. Se perdre dans l'écriture de soi, Klincksieck, 2011
- Thomas Hunkeler et Marc-Henry Soulet (ред.), Annie Ernaux. Se mettre en gage pour dire le monde, MétisPresses, 2012
- Pierre-Louis Fort et Violaine Houdart-Merot (ред.), Annie Ernaux.un engagement d'écriture, Presses de la Sorbonne Nouvelle, 2015.